# Барон Геддес
Барон Геддес из Ролвендена в графстве Кент — наследственный титул в системе Пэрства Соединённого королевства. Он был создан 28 января 1942 года для известного консервативного политика, сэра Окленда Геддеса (1879—1954). Он представлял в Палате общин Великобритании Бэйсингсток (1917—1920), занимал должности директора национальной службы (1917—1919), министра местного самоуправления (1918—1919), министра реконструкции (1919), министра торговли (1919—1920) и посла Великобритании в США (1920—1924).
По состоянию на 2024 год носителем титула являлся его внук, Эуан Майкл Росс Геддес, 3-й барон Геддес (род. 1937), который стал преемником своего отца в 1975 году. Консервативный политик, он является одним из девяноста избранных наследственных депутатов, которые остались в Палате лордов после принятия Акта Палаты лордов 1999 года.
Сэр Эрик Кэмпбелл Геддес (1872—1937), депутат Палаты общин от Кембриджа (1917—1922), первый лорд Адмиралтейства (1917—1919) и министр транспорта (1919—1921), был старшим братом 1-го барона Геддеса.
Достопочтенная Маргарет Геддес (1913—1997), жена с 1937 года принца Людвига Гессенского и Рейнского (1909—1968), сына Эрнеста Людвига, великого герцога Гессенского, была дочерью 1-го барона.

## Бароны Геддес (1942)

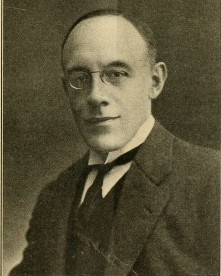
Окленд Геддес, 1-й барон Геддес (1879—1954)

- 1942—1954: Окленд Кэмпбелл Геддес, 1-й барон Геддес[англ.] (21 июня 1879 — 8 января 1954), сын Окленда Кэмпбелла Геддеса (1831—1908)[1];
- 1954—1975: Росс Кэмпбелл Геддес, 2-й барон Геддес (20 июля 1907 — 2 февраля 1975), старший сын предыдущего[2];
- 1975 — настоящее время: Эуан Майкл Росс Геддес, 3-й барон Геддес[англ.] (род. 3 сентября 1937), второй (младший) сын предыдущего[3];
  - Наследник титула: достопочтенный Джеймс Джордж Нил Геддес (род. 10 сентября 1969), единственный сын предыдущего[4];
    - Наследник наследника: Ангус Росс Александр Геддес (род. 22 ноября 2005), старший сын предыдущего[5].